# Masters de Montecarlo 2014
El Monte-Carlo Rolex Masters 2014 es un torneo de tenis masculino que se juega del 13 al 20 de abril de 2014 sobre polvo de ladrillo. Es la 108.ª edición del llamado Masters de Montecarlo, patrocinado por Rolex por sexta vez. Tuvo lugar en el Montecarlo Country Club de Roquebrune-Cap-Martin (Francia), cerca de Montecarlo (Mónaco).

## Cabezas de serie

### Individuales masculinos

#### Cabezas de serie
El ranking y los cabezas de serie se basan en el ranking ATP del 7 de abril de 2014.
| Semb. | Rank. | Jugador            | Puntos Antes | Puntos a Defender | Puntos Ganados | Puntos Después | Actuación en el Torneo                               |
| ----- | ----- | ------------------ | ------------ | ----------------- | -------------- | -------------- | ---------------------------------------------------- |
| 1     | 1     | Rafael Nadal       | 13,730       | 600               | 180            | 13,310         | Cuartos de final, perdió ante David Ferrer [6]       |
| 2     | 2     | Novak Djokovic     | 11,680       | 1000              | 360            | 11,040         | Semifinales, perdió ante Roger Federer [4]           |
| 3     | 3     | Stanislas Wawrinka | 5,760        | 180               | 1000           | 6,580          | Campeón, venció a Roger Federer [4]                  |
| 4     | 4     | Roger Federer      | 5,355        | 0                 | 600            | 5,955          | Final, perdió ante Stanislas Wawrinka [3]            |
| 5     | 5     | Tomáš Berdych      | 4,720        | 90                | 90             | 4,720          | Tercera ronda, perdió ante Guillermo García-López    |
| 6     | 6     | David Ferrer       | 4,640        | 0                 | 360            | 5,000          | Semifinales, perdió ante Stanislas Wawrinka [3]      |
| 7     | 10    | Richard Gasquet    | 2,635        | 180               | 0              | 2,455          | Se retiró antes de la segunda ronda.                 |
| 8     | 11    | Milos Raonic       | 2,580        | 45                | 180            | 2,715          | Cuartos de final, perdió ante Stanislas Wawrinka [3] |
| 9     | 12    | Jo-Wilfried Tsonga | 2,550        | 360               | 180            | 2,370          | Cuartos de final, perdió ante Roger Federer [4]      |
| 10    | 13    | Fabio Fognini      | 2,400        | 360               | 90             | 2,130          | Tercera ronda, perdió ante Jo-Wilfried Tsonga [9]    |
| 11    | 14    | Tommy Robredo      | 2,140        | 0                 | 90             | 2,230          | Tercera ronda, perdió ante Milos Raonic [8]          |
| 12    | 15    | Grigor Dimitrov    | 2,130        | 180               | 90             | 2,040          | Tercera ronda, perdió ante David Ferrer [6]          |
| 13    | 16    | Mijaíl Yuzhny      | 2,090        | 10                | 10             | 2,090          | Primera ronda, perdió ante Andreas Seppi             |
| 14    | 19    | Kevin Anderson     | 1,940        | 45                | 10             | 1,905          | Primera ronda, perdió ante Gael Monfils              |
| 15    | 20    | Nicolás Almagro    | 1,750        | 45                | 90             | 1,795          | Se retiró antes de la tercera ronda.                 |
| 16    | 21    | Jerzy Janowicz     | 1,715        | 10                | 10             | 1,715          | Primera ronda, perdió ante Michael Llodra [Q]        |

### Dobles masculinos
| Tenista                                 | Ranking | Preclasificado |
| Bob Bryan Mike Bryan                    | 2       | 1              |
| Alexander Peya Bruno Soares             | 6       | 2              |
| Ivan Dodig Marcelo Melo                 | 11      | 3              |
| David Marrero Fernando Verdasco         | 16      | 4              |
| Daniel Nestor Nenad Zimonjić            | 28      | 5              |
| Michaël Llodra Nicolas Mahut            | 29      | 6              |
| Łukasz Kubot Robert Lindstedt           | 35      | 7              |
| Julien Benneteau Édouard Roger-Vasselin | 35      | 8              |

## Campeones

### Individuales
Stanislas Wawrinka venció a  Roger Federer por 4-6, 7-6(5), 6-2.

### Dobles
Bob Bryan /  Mike Bryan vencieron a  Ivan Dodig /  Marcelo Melo por 6-3, 3-6, [10-8].